# Ruhango
Ruhango és una ciutat i capital del districte de Ruhango a la província del Sud, Ruanda.